# 便當文事件
便當文事件，於2013年5月廣大興28號事件事發後出現的網路謠言與新聞事件。有3人涉嫌在臉書上謊稱臺灣的便當店歧視菲律賓人，經網友轉載、臺灣與菲律賓新聞媒體大肆報導後，致使物議沸騰。在警方介入偵辦後，這三名網友皆承認此事為偽造，向社會道歉，並遭函送法辦。地方法院審理後，除任職報社記者的網友依違反社會秩序維護法處罰鍰6千元外，並未判罰。
許多人認為，此事影響臺灣的國際形象，應處罰這三人，支持政府介入。但也有人認為，在臉書上的發言只是私人想法，雖然在道德上可議，但政府的法辦行動可能侵害了言論自由。

## 事發經過
- 2013年5月9日，菲律賓海巡人員槍殺臺灣漁民，導致臺灣輿論界激憤。

- 5月14日，《台灣立報》記者鄭諺鴻在其個人臉書發表文章，以第一人稱指目睹有便當店拒賣便當給菲律賓籍的移住勞工，店家以「菲狗」等情緒性字眼責罵菲律賓勞工。[1]

- 5月15日晚上5:05，署名Grace Tung的董曉秋小姐，在臉書發表類似的第一人稱文章，說有餐飲店歧視菲律賓人，此篇文章發出後僅數小時，就有8萬名網友分享，甚至有人還翻譯成英文，讓國際媒體報導。而網友多氣憤表示，一定要把這位老闆找出來，而董女表示，晚上回到便當店的時候，老闆認出了她，且希望董女不要公布店名，以避免不必要的困擾，而董女也答應老闆的請求以便讓整件事情圓滿落幕，並向朋友保証這件事情的真實性。同日，自稱「潘神父」的網友也跟進貼了類似故事。

- 整件事情引起網友質疑，知名作家九把刀等網友在臉書上提出三大疑點質疑此事真偽：

- 臺灣便當店、便利店林立，為甚麼這名菲勞在店外等待長達一個小時而不另尋他店？難道此店便當這麼美味？
- 老闆為何有能力以目測分辨當事人就是菲律賓勞工，而非泰國籍、印尼籍或越南籍？
- 文章作者為甚麼不直接公佈店家名稱，就逕自在臉書上封鎖留言，是否心虛？

- 5月16日，由於尚未交代真實性就鬧上國際媒體，批踢踢眾多網友認為董女所述若為事實，則老闆必須為他的歧視出面道歉；如為謠傳，則董女則必須為她重創台灣形象的行為道歉。批踢踢網友紛紛為了這件事情的真實性而發出「祭品文」（如能達成心願，願意致贈禮品或從事善行，又稱捐獻文或許願文），但在網友集氣時，董女的臉書突然關閉，使得網友起疑。同日，一名署名「小V」的網友仿效便當事件，假稱一位菲籍看護買不到麵包。[2]

- 5月17日凌晨四點，網友elonchen為董女發表了一篇文章，自稱是他是董女的男友，並寫出《個人資料保護法》的法條不准網友調查董女資料。此舉動引發網友憤怒。

- 5月18日，九把刀為這件事情公開表示，如果董女的文章是真的，他願意捐出700個便當並道歉。[3][4]

- 5月19日，《四方報》總編輯張正對媒體說明，曾經在17日由鄭姓記者引介見到事件的「便當店老闆」。[5][6]

- 5月20日，中華民國內政部部長李鴻源公開表示，警政署會透過網路警察追查此事件，如果證實是謠言，將追究相關刑責。晚上10:03，九把刀在臉書上徵求10位守口如瓶的網友，一起去聽董女面對面解釋。[7]

- 5月22日，警方約談董小姐，「便當文事件」被證實是造假[8]。同日，《四方報》總編輯張正及《台灣立報》發表聲明，表示是該報社鄭姓記者找人假冒便當店老闆，欺騙查証該事件的主管。[9][10]全文如下：

【台灣立報社聲明】

關於本報鄭姓記者於個人臉書發表「便當文」及其後續爭議，聲明如下：

1.該文自始即為鄭姓記者之私人臉書貼文，為其個人行為，台灣立報及四方報從未以任何形式刊登、轉載該文。

2.鄭姓記者已於5月21日向主管坦承該文內容非親身經歷，而是「聽來的」。鄭姓記者即日起解職。

3.本報編輯部主管透過鄭姓記者約見之「便當店老闆」，為鄭姓記者找人假扮。本報主管原為維護同仁而主動查證，唯仍無法避免遭蓄意欺騙之憾事，謹向社會各界致歉。

- 5月23日，《中國時報》報導「杜撰便當文 立報記者、潘神父送辦」；《ETtoday 東森新聞雲》同日中午報導，該名潘姓網友只是某神學院的研究生，既非神父也不是牧師。[11][12]輔仁聖博敏神學院官方臉書於中午發表聲明，指出《中國時報》錯誤，澄清該學院中的學生或教師並沒有該「神父」。[13]

雖然已經証實此事為偽造，但九把刀依舊捐贈了700個待用便當供經濟弱勢族群取用。
天主教台北總教區聖多福堂的菲籍神父Nilo Mantilla，藉著菲律賓人做禮拜的場合了解他們的生活情形。他對來自家鄉的媒體解釋：「在台灣的菲律賓人並沒有受到不公平待遇。」

## 法院判決
鄭諺鴻先生，臺灣立報記者，事發後遭報社解職。內政部警政署刑事警察局偵訊後，移交臺北市政府警察局中正第二分局。中正第二分局依違反《社會秩序維護法》，函送法辦。臺灣臺北地方法院審理後，認為鄭姓記者為了圓謊找友人假扮便當店老闆，矇騙報社總編輯。台北地院判決2人各裁罰新台幣6千元及新台幣3千元。
董曉秋小姐，在臺北市擔任公司秘書，5月15日因為這件事情被公司以「影響公司形象」為由停職，事後出面道歉。被警方依違反《社會秩序維護法》函送法辦。台北地院審理後，認為此文不足以使人產生恐慌，未影響社會秩序，判決不處罰。
潘鴻恩先生則為中華福音神學院碩士研究生，基督教淡江教會實務教師。潘承認以董小姐文章為範本杜撰文章，事後「感到非常後悔」。警察偵訊後，將潘移交新北市政府警察局淡水分局，依違反《社會秩序維護法》函送法辦。台北地院判決不處罰。

## 法律爭議
臺灣輿論多認為這些人讓臺灣的國際形象受損。國家通訊傳播委員會（NCC）主委石世豪稱網友在此事件起到了重大的影響。 
律師陳宏彬表示，董小姐已經違反《社會秩序維護法》，而且有觸犯《中華民國刑法》「加重誹謗罪」、甚至是構成「恐嚇危安罪」的疑慮。但政治大學法律系副教授劉宏恩5月23日在臉書認為，將製造謠言者以刑罰或行政罰相繩，是極權國家的表現。 

此事件牽涉到《中華民國憲法》言論自由保障的範圍。中華民國內政部部長李鴻源主動指揮警方偵辦此案，是否逾越了言論自由保障原則，引起討論。
在臉書頁面上的發言，經過他人轉載後散播，最終登上新聞版面。新聞媒體在未盡求證責任之前就將消息傳播，主要責任應在於新聞媒體。原始作者是否應受刑責，也是法律爭議之一。

## 外部連結
- 菲律賓便當事件Grace Tung 懶人包（页面存档备份，存于）